# Орган (биология)

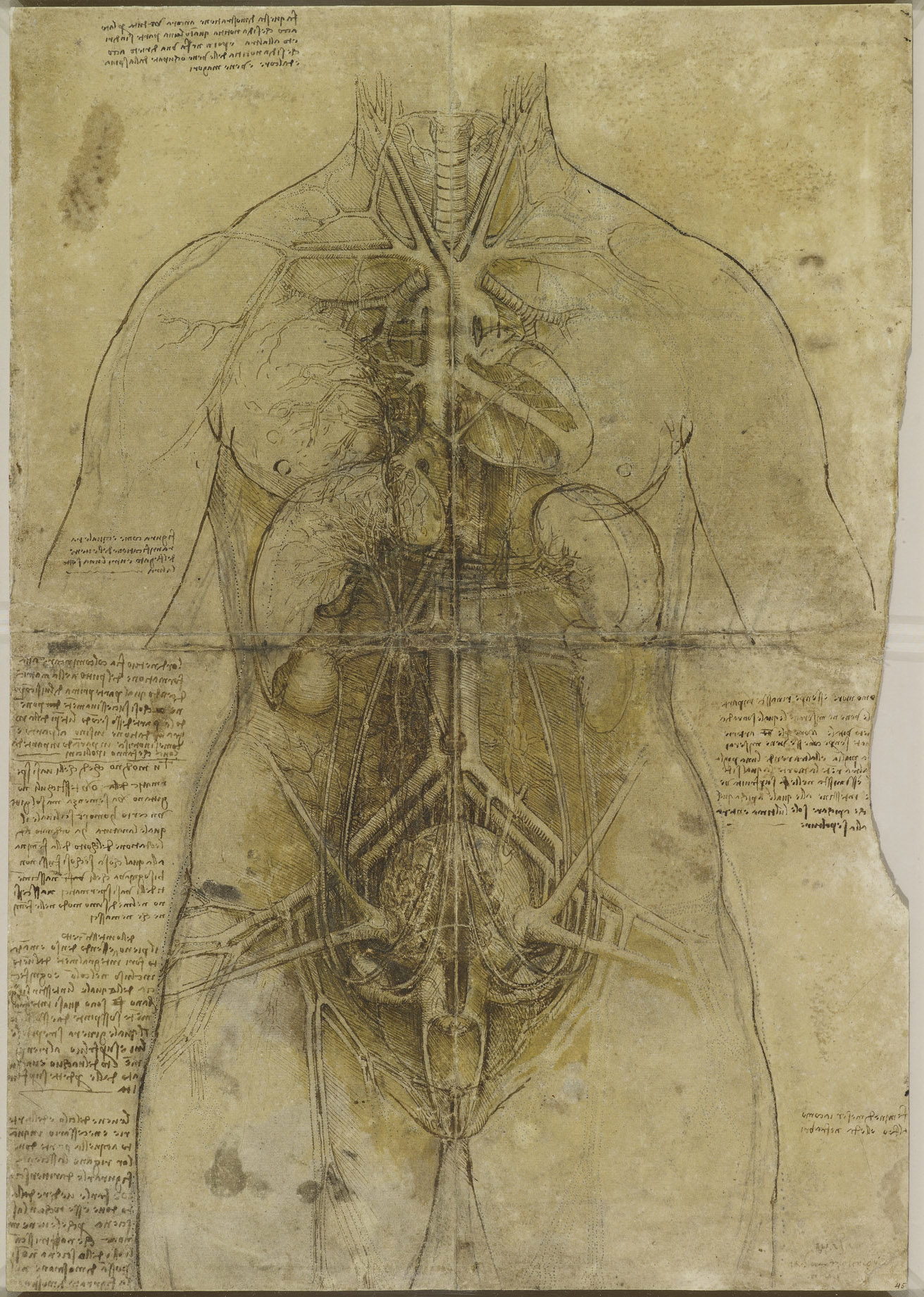
Органы в животе женщины. Рисунок Леонардо да Винчи (1507)

О́рган (др.-греч. ὄργανον — «инструмент») — обособленная совокупность различных типов клеток и тканей, выполняющая определённую функцию в живом организме. Растительная и животная жизнь зависит от многих органов, которые сосуществуют в системах органов.
Орган представляет собой функциональную единицу в пределах организма, обособленную от других функциональных единиц данного организма. Органы одного организма связаны в своих функциях между собой таким образом, что организм является совокупностью органов, которые часто объединяются в различные системы органов.
Органом называется лишь та совокупность тканей и клеток, которая имеет устойчивое положение в пределах организма и чьё развитие прослеживается в пределах онтогенеза (органогенез).
Органная организация клеток и тканей характерна и для животных, и для высших растений. У водорослей и других многоклеточных и колониальных протистов, а также у грибов органы в строгом понимании этого термина отсутствуют, так как у них нет тканей. Тем не менее органами часто называют спорангии грибов и водорослей, соредии и изидии лишайников и т. п.